# Hakumyi (cràter)
Hakumyi  és un cràter sobre la superfície del planeta nan Ceres, situat amb el sistema de coordenades planetocèntriques a 53.1 ° de latitud nord i 30.56 ° de longitud est. Fa un diàmetre de 29.2 km. El nom va ser fet oficial per la UAI el setze de setembre del 2016 i fa referència a Hakumyi, esperit protector de la jardineria al Paraguai, Brasil i Bolívia.